# John Torrey
John Torrey (15. august 1796 – 10. marts 1873) var en amerikansk botaniker.

## Biografi
Torrey blev født i New York City. Han viste tidligt interesse for maskineri, og havde først planer om at blive mekaniker, men da han var 15 eller 16 år gammel, blev hans far ansat ved statsfængslet i Greenwich Village, New York, hvor John Torrey blev undervist af Amos Eaton, der var indsat på det tidspunkt, og som senere blev en foregangsmand inden for studiet af amerikansk naturhistorie. På den måde lærte han grundlæggende botanik og noget om mineralogi og kemi. I 1815 begyndte han på medicinstudiet, som han afsluttede i 1818. Han åbnede en konsultation i New York City, og virkede som praktiserende læge, mens han brugte sin fritid på botanik og andre videnskabelige emner.
I 1817 var han blandt grundlægerne af ”New York Lyceum of Natural History” (nu: New York Academy of Science), og et af hans første bidrag til organisationen var et Catalogue of Plants growing spontaneously within Thirty Miles of the City of New York (Albany, 1819). Offentliggørelsen af det skaffede ham anerkendelse hos både udenlandske og amerikanske botanikere. I 1824 udgav han sit etbindsværk, Flora of the Northern and Middle States. Heri brugte han John Lindley's metode til klassificering af floraer, en metode, der ikke var almindeligt brugt i USA.
Han oplevede lægegerningen som utilfredsstillende, og den 5.8. 1824 tiltrådte han arbejdet som reservelæge hos USA's hær, og han blev fungerende professor i kemi og geologi ved West Point militærakademiet. Tre år senere blev han professor i kemi og botanik ved College of Physicians and Surgeons, New York (det medicinske fakultet ved Columbia University), hvor han blev indtil 1855, da han trådte tilbage som professor emeritus. Han var desuden professor i kemi ved Princeton universitetet i årene1830-1854, og i kemi, mineralogi og botanik ved University of the City of New York i 1832/3. Han fik bevilget sin afsked fra posten hos hæren den 31.8. 1828.
I 1836 blev han udnævnt til delstatsbotaniker i New York, og han udgav sin Flora for samme stat i1843. I årene 1838 til 1843 fortsatte han udgivelsen af de første dele af Flora of North America, hjulpet af sin elev, Asa Gray. Fra 1853 var han ledende probermester ved USAs proberkontor i New York City, dvs. fra den dag, da dette kontor blev etableret, men han fortsatte med at interessere sig for undervisning i botanik indtil sin død. Han blev ofte spurgt til råds af finansministeriet om monetære og valutamæssige emner, og på forskellige tidspunkter blev han udsendt på det offentliges vegne til andre pengeudstedende myndigheder. Han blev udvalgt som Associate Fellow of the American Academy of Arts and Sciences i 1856.
I 1856 blev Torrey bestyrelsesmedlem ved Columbia College, og da han havde foræret fakultetet sit herbarium med ca. 50.000 præparater i 1860, blev han udnævnt til professor emeritus i kemi og botanik. I forbindelse med fusionen af New Yorks fakultet for medicin og kirurgi med Columbia i 1860, blev han også bestyrelsesmedlem dér. Desuden søgte forskellige firmaer hans råd om videnskabelige emner.
Han var den første formand for ”Torrey Botanical Society”, senere ”Torrey Botanical Club” i 1873. Ud over at være det sidste, overlevende medlem af Lyceum of Natural History, var han dets næstformand gennem mange år og dets formand i 1824-26 og igen i 1838, mens han havde samme post hos American Association for the Advancement of Science i 1855. Torrey var et af de første medlemmer af USAs National Academy of Science. Æresgraden som MA fik han tildelt af Yale University i 1823, og Amherst College gav ham æresdoktoratet ”Legum Doctor” i 1845.

## Skrifter
Torreys tidligste udgivelser i American Journal of Science drejer sig om mineralogi. I 1820 påtog han sig at undersøge de planter, som var blevet indsamlet omkring Mississippis kilder af David B. Douglass. Samme år modtog han løbende indsamlinger fra Edwin James, mens han var med ekspeditionen til Rocky Mountains under major Stephen H. Longs ledelse. Hans rapport var den første afhandling af sin art i USA, som benyttede Carl von Linnés naturlige system som opstillingsmåde. Torrey havde i mellemtiden planlagt en A Flora of the Northern and Middle United States, or a Systematic Arrangement and Description of all the Plants heretofore discovered in the United States North of Virginia, og i 1824 indledte han udgivelsen af den i enkeltdele, men den blev snart standset på grund af den udbredte tilslutning til Antoine Laurent de Jussieus naturlige system i stedet for Linnés. I 1836 blev han udpeget som botaniker ved organiseringen af den geologiske undersøgelse af New York, og man forventede, at han ville skabe en flora for delstaten. Hans rapport, som består af to bind, udkom i 1843, og den var i lange tider den mest omfattende for en hvilken som helst af USA's delstater. I 1838 begyndte han i samarbejde med Asa Gray arbejdet på The Flora of North America, der udkom i uregelmæssige antal numre indtil1843, hvor de var færdige med Compositae, men nyt botanisk materiale blev indsamlet i så hastigt et tempo, at man mente det bedst at standse udgivelsen.
I de følgende år udgav Torrey rapporter om de planter, der blev indsamlet af John C. Frémont på ekspeditionen til Rocky Mountains (1845), indsamlingerne, gjort af major William H. Emory på hans rekognoscering ud fra Fort Leavenworth Kansas, til San Diego Californien (1848), eksemplarer, der var taget hånd om af kaptajn Howard Stansbury på hans ekspedition til Great Salt Lake i Utah (1852), planter, samlet af John C. Frémont i Californien (1853), de, som blev bragt hjem fra Red River i Louisiana af kaptajn Randolph B. Marcy (1853), kaptajn Lorenzo Sitgreavess botaniske optegnelser på ekspeditionen til floderne Zuni og Colorado (1854), ligesom de botaniske memoirer fra forskellige ekspeditioner, der skulle fastlægge den mest brugbare rute for en jernbane til Stillehavskysten (1855-1860).
Han berettede fra Botany of the Mexican Boundary Survey (1859), fra ekspeditionen til floden Colorado under løjtnant Joseph C. Ives (1861), og sammen med Asa Gray om de botaniske indsamlinger fra Wilkes opdagelsesrejse. Denne sidste havde han under udarbejdelse, da han døde, for dens udgivelse var blevet forsinket af den Amerikanske borgerkrig.
Hans bibliografi er omfattende, og den omfatter bidrag om botaniske emner både til videnskabelige tidsskrifter og til udgivelser fra de selskaber, han var medlem af.

## Eftermæle
Hans navn bliver mindet i den lille nåletræsslægt Torreya, hvoraf der findes arter i Nordamerika, Kina og Japan. T. taxifolia, der er hjemmehørende i Florida, kendes populært som Florida torreya, Torrey muskat, eller stinkende ceder. Navnet indgår også i fyrarten Pinus torreyana fra det sydlige Californien. Torrey var den første, som beskrev den insektædende planteslægt, Darlingtonia, som han opkaldte efter en ven.
Autornavnet Torr. kan bruges for John Torrey sammen med et videnskabeligt artsnavn inden for botanikken. (Wikipedia-artikler der bruger autornavnet)

## Eksterne links
- Wikimedia Commons har flere filer relateret til A Flora of the State of New York
- John Torrey: A Flora of the State of New-York, comprising full descriptions of all the indigenous and naturalized plants hitherto discovered in the State; with remarks on their economical and medicinal properties, 1843. Et tobinds sæt med farveplancher er digitaliseret New York State Library.
- Et fotografi af Torrey fra 1840 Arkiveret 16. juli 2011 hos  Wayback Machine findes på Harvard University Library

## Yderligere onlinepublikationer
- Botanic contributions relating to the flora of western North America Frémont 1843–53.
- A compendium of the flora of the northern and middle states, containing generic and specific descriptions of all the plants, exclusive of the cryptogamia, hitherto found in the United States, north of the Potomac (1826)
- A flora of North America :containing abridged descriptions of all the known indigenous and naturalized plants growing north of Mexico, arranged according to the natural system by John Torrey and Asa Gray 2 bind, 1838–1843.
- An introduction to the natural system of botany, sammen med John Lindley, 1831.
- John Torrey: On the Darlingtonia californica, a new pitcher-plant from northern California 1853.
- Torrey m.fl.: Report on the United States and Mexican boundary survey 1857–1859 1. del online / 2. del online